# スターリングシャー統監
スターリングシャー統監（スターリングシャーとうかん、英語: Lord Lieutenant of Stirlingshire）は、イギリスの官職。統監の1つで、スターリングシャーを担当する。1789年に勃発したフランス革命がヨーロッパ諸国に飛び火するとともに1792年にはスコットランド各地で暴動がおこり、地方政府の対応に不満を感じたイギリス政府は1794年にイングランドの統監職をスコットランドでも常設職として設立した。1973年地方政府（スコットランド）法でスコットランドの地方自治体再編が行われ、再編に伴う1975年統監令（The Lord-Lieutenants Order 1975）により管轄地域が拡大されスターリング・アンド・フォルカーク統監となった。

## 一覧
- 1794年3月17日 – 1836年12月30日：第3代モントローズ公爵ジェームズ・グラハム[3]
- 1837年1月19日 – 1843年2月15日：第2代アバークロンビー男爵ジョージ・アバークロンビー（英語版）[3]
- 1843年2月27日 – 1874年12月30日：第4代モントローズ公爵ジェームズ・グラハム（英語版）[3]
- 1875年2月16日 – 1885年：第7代ダンモア伯爵チャールズ・マレー（英語版）[3]
- 1885年7月18日 – 1925年12月10日：第5代モントローズ公爵ダグラス・グラハム[3]
- 1926年1月14日 – 1929年4月29日：初代レッキーのヤンガー子爵ジョージ・ヤンガー（英語版）[3]
- 1929年11月15日 – 1936年：ウィリアム・ローレンス・プラー[3]
- 1936年10月29日 – 1949年5月1日：第9代準男爵サー・ジョージ・スターリング（英語版）[3]
- 1949年7月8日 – 1964年：第2代準男爵サー・イアン・ボルトン[3]
- 1964年2月24日 – 1975年3月19日：第3代レッキーのヤンガー子爵エドワード・ヤンガー（英語版）[2][3]
  - スターリング・アンド・フォルカーク統監として続投[2]